# Abesinijsko-adalski rat
Abesinijsko-adalski rat bio je vojni sukob između Etiopskog Carstva i Adalskog sultanata koji se odvijao od 1529. do 1543. godine. Abesinijske snage činili su narodi Amhara, Tigré i Agew, dok su Adalske snage sastojale od Harla i somalijskih plemena.
Između 1529. i 1543. godine, vojni vođa Imam Ahmad ibn Ibrahim al-Ghazi pobijedio je nekoliko etiopskih careva i krenuo u osvajanje nazvano Futuh Al-Habash ("osvajanje Abisijanije"), koje je donijelo tri četvrtine kršćanske Abesinije pod moć muslimanskog sultanata Adala.

## Tijek rata
Godine 1529., Adalske snage Imama Ahmada porazili su veći etiopski kontingent u bitci kod Shimbra Kure. Adalske snage podupiralo je jako Osmansko Carstvo. Velike gubitke u bitci imale su i adalske snage, ali pobjeda ima je učvrstila moral, pružajući dokaz da mogu podnijeti prilično veliku Etiopsku vojsku. Pobjede koje su ostvarili sljedbenici Imama Ahmada dogodile su se 1531. godine. Prva je bio u Antukyahu, gdje je upotrebljena topovska vatra na početku bitke od koje su etiopski vojnici pobjegli. Druga je bila 28. listopada u Amba Selu, kada su postrojbe pod Imamom ne samo porazile nego raspršile etiopsku vojsku i zarobili dijelove Imperijalne regalije. Te su pobjede omogućile vojsci put u Etiopsko gorje, gdje su počeli pljačkati i paliti brojne crkve, uključujući i Atronsa Maryam, gdje su sahranjeni ostatci nekoliko careva. Ahmedove snage su uništile nekoliko kršćanskih spomenika i potlačile nemuslimanske narode Amhare i Tigre.
Davit II. umire 1540. godine. Godine 1543., etiopski gerilci uspjeli su poraziti Adelsku vojsku uz pomoć portugalske mornarice koju su činili 400 mušketira predvođenih Cristóvão da Gamom. Portugalske snage sudjelovale su i u sljedećim bitkama,koje su promijenile tijek rata, što je rezultiralo povlačenjem Adalske vojske iz Etiopije. U ovome ratu obje strane iscrpile su svoje resurse i radnu snagu. Mnogi povjesničari pronalaze porijeklo neprijateljstva između Somalije i Etiopije u ovom ratu.